# De Drietand, de Heks en de Draak
De Drietand, de Heks en de Draak is het eerste boek in de Verhalen van Alagaësia- serie van Christopher Paolini en is uitgebracht op 15 februari 2019. Het verhaal speelt zich af in de wereld van Het Erfgoed, een jaar na de gebeurtenissen van Erfenis. Het boek bestaat uit drie korte verhalen, waarvan het tweede verhaal is geschreven door de zus van Paolini, Angela.
De Drietand, de Heks en de Draak bevat nieuwe personages en bestaande personages uit het originele verhaal en vertelt de uitdagingen die Eragon en Saphira tegenkomen bij het opzetten van het nieuwe thuis van de drakenrijders en verhalen over Murtagh, Angela en Urgals.

## Inhoud

### De Drietand
Eragon worstelt met het saaie administratieve werk dat hij dient uit te voeren in zijn nieuwe rol als leider van de drakenrijders. Saphira overtuigt hem een pauze te nemen en de Eldunarí te bezoeken, die hem een visioen laten zien van Murtagh in Ceunon. In Ceunon ontmoet Murtagh, vermomd, een aantal huurlingen die hij had ingehuurd om op zoek te gaan naar een legendarisch slagveld. De huurlingen laten bewijs zien van de locatie, maar weigeren informatie te doelen en vallen Murtagh aan voor goud. In het gevecht blijkt Murtagh de huurlingen niet met magie aan te kunnen vallen, zelfs niet met de ware naam van de oude taal, door amuletten die zij hebben gekregen van de heksenvrouw Bachel. Desondanks lukt het Murtagh om hen te verslaan door een vork te gebruiken als wapen. Na het gevecht vlucht Murtagh Ceunon uit, terug naar Thoorn. Dit verhaal wordt vervolgd in het boek Murtagh, dat uitkwam in 2023.

### De Heks
De heks Angela, reizend met Elva, arriveert onverwacht bij de thuisbasis van de drakenrijders. Ze laat Eragon een aantal, ongeordende hoofdstukken over een memoire voorlezen, waarin gehint wordt dat Angela naar werelden buiten Alagaësia kan reizen. Wanneer Eragon om meer toelichting vraagt, geeft Angela vage antwoorden.

### De Draak
Eragon is van slag nadat hij niet in staat was twee dwergen te redden uit een ingestorte tunnel. Een bard van de Urgals vertelt hem een oud verhaal over Vêrmund, de Draak van Kulkaras. Vêrmund, een wilde draak, valt een Urgal clan en hun kuddes aan en nestelt zich daarna op de top van een nabije berg. Wanneer het de sterkste krijgers niet lukt om Vêrmund te doden, passen de Urgals zich aan aan de nieuwe situatie door zich te verstoppen in tunnels en hun kuddes onbeschermd te laten wanneer Vêrmund wakker wordt. Ilgra, een jonge Urgal wiens vader is gedood door Vêrmund is vervuld door een verlangen wraak te nemen op de draak. Ze studeert magie als leerling van een shaman en stelt een plan op om de draak te doden door een vloedgolf water.
Wanneer twee Lethrblaka de clan aanvallen en dreigen de clan compleet te vernietigen, maakt Ilgra Vêrmund wakker om de strijd met de Lethrblaka aan te gaan. De Lethrblaka ontwijken het vuur van de draak, dringen met hun bekken door de schubben van de draak en krijgen de overhand. Ilgra lokt de drie vechtenden in haar val, raakt de Lethrblaka en de draak met de vloedgolf en doodt hierbij de Lethrblaka. De draak overleeft en keert terug naar de top van zijn berg om te herstellen. Ilgra accepteert op dat moment dat het haar niet gaat lukken om de draak te doden en besluit haar overheersende verlangen naar wraak los te laten en een normaler leven met haar clan te leven.
Aan het eind van het verhaal hoort Eragon dat een van de drakeneieren aan het uitkomen is.